# Taexali

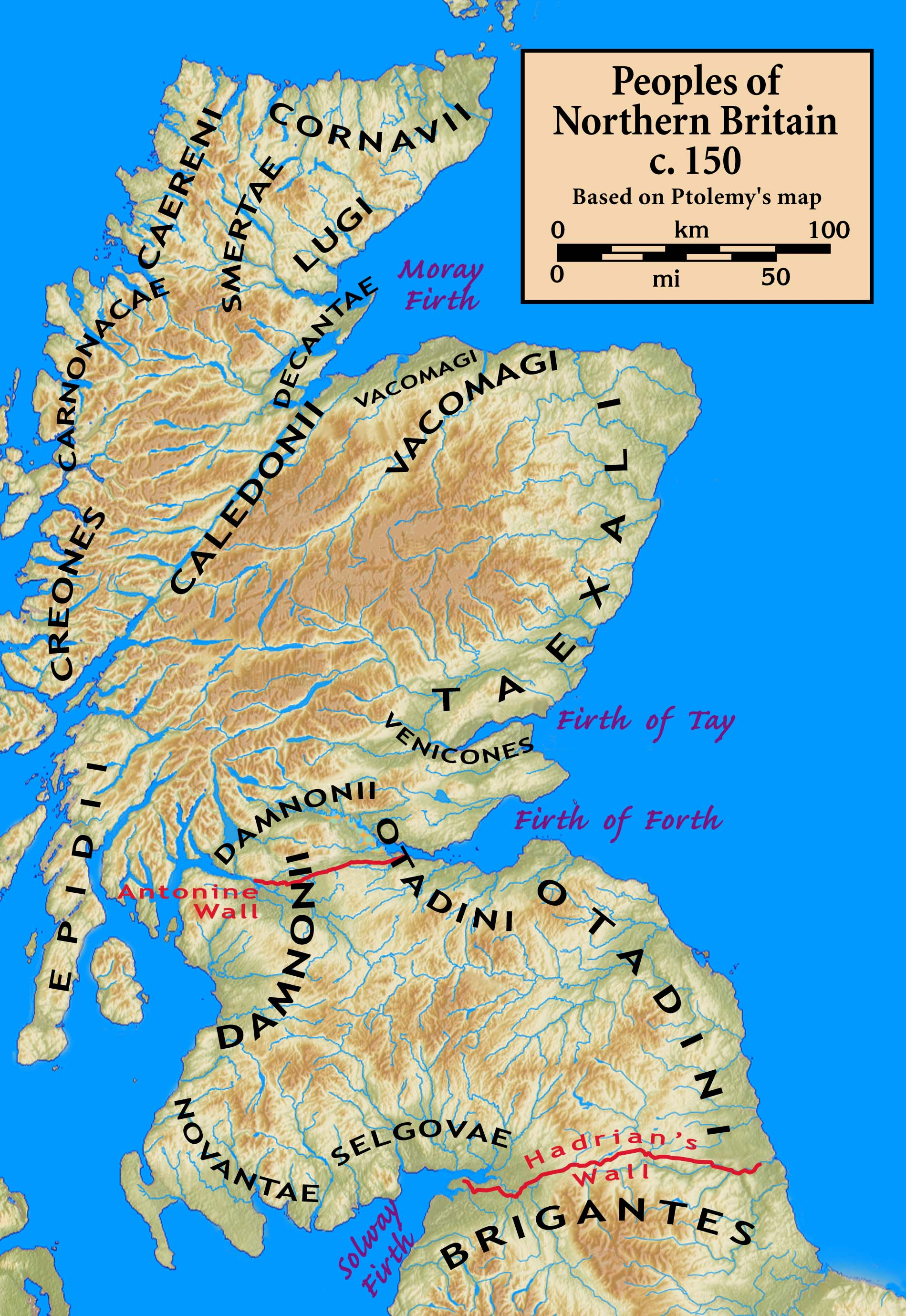
Mapa de ubicación del pueblo Taexali.

Los Taexali eran un grupo tribal de la antigua Britania, conocidos por una única mención del geógrafo Claudio Ptolomeo. De su descripción en relación con tribus y emplazamientos vecinos, su territorio estaba localizado en la costa noreste de Escocia y alcanzaba hasta Buchan Ness, ya que Ptolomeo comenta la existencia de un promontorio y lo denomina el Promontorio Taexalon.